# Phaseolus laxiflorus
Phaseolus laxiflorus là một loài thực vật có hoa trong họ Đậu. Loài này được Piper miêu tả khoa học đầu tiên năm 1926.